# Tramway d'Erfurt
Le réseau de tramway d'Erfurt est une partie du réseau de transport public d'Erfurt, en Allemagne.

## Réseau actuel

### Aperçu général
Le réseau compte six lignes de jour :
| Ligne | Trajet                                                                                        | Longueur (km) | Durée du trajet (min) | Stations |
| ----- | --------------------------------------------------------------------------------------------- | ------------- | --------------------- | -------- |
| 1     | Europaplatz ↔ Rieth ↔ Salinenstraße ↔ Anger ↔ Hauptbahnhof ↔ Thüringenhalle (/ Steigerstraße) | 9,4           | 29                    | 22       |
| 2     | P+R Messe ↔ egapark ↔ Anger ↔ Hanseplatz/FH ↔ Ringelberg                                      | 9,2           | 24                    | 20       |
| 3     | Europaplatz ↔ Universität ↔ Domplatz Nord ↔ Anger ↔ Hauptbahnhof ↔ Urbicher Kreuz             | 12,3          | 36                    | 27       |
| 4     | Bindersleben ↔ Flughafen ↔ Hauptfriedhof ↔ Domplatz Süd ↔ Anger ↔ Hauptbahnhof ↔ Wiesenhügel  | 12,8          | 39                    | 28       |
| 5     | Zoopark ↔ Anger ↔ Hauptbahnhof                                                                | 6,5           | 19                    | 15       |
| 6     | Rieth ↔ Universität ↔ Domplatz Nord ↔ Anger ↔ Hauptbahnhof ↔ Steigerstraße (/ Thüringenhalle) | 7,4           | 25                    | 17       |

Le réseau compte également deux lignes de nuit :
| Ligne | Trajet                                                                                                  |
| ----- | --- |
| N1    | Europaplatz ↔ Rieth ↔ Salinenstraße ↔ Anger ↔ Hauptbahnhof ↔ Wiesenhügel ↔ Urbicher Kreuz               |
| N3    | Europaplatz ↔ Rieth ↔ Universität ↔ Domplatz Nord ↔ Anger ↔ Hauptbahnhof ↔ Wiesenhügel ↔ Urbicher Kreuz |